# 세계노동총연맹
세계노동총연맹(영어: The World Confederation of Labour, WCL) 또는 세계노총은 1920년 유럽에서 설립된 국제 노동 단체다. 1930년대 전체주의 정부 아래에서 조합은 억압받고 지도자는 대부분 구속되는 등 제 2차 세계대전이 끝날 때까지는 제한된 활동 밖에 할 수 없었다. 2006년에 국제 노동조합 연맹으로 흡수 통합되었다.

## 역사
1920년에 헤이그에서 국제 기독교 노동조합 연맹(영어: International Federation of Christian Trade Unions, IFCTU)이라는 이름으로 유럽 기독교 민주주의당과 연합해서 노동조합 연맹을 만들었다. 레룸 노바룸과 콰드라게시모 안노에 근거를 두고 로마 가톨릭 교구에서는 당시 유럽에서 세속적인 노동조합의 대안으로 만들었다.
단체에서 처음 채택한 법규는 노동자 노동 권리를 쟁취하기 위해 노력할 뿐 아니라, 인간의 존엄성, 민주주의와 국제 연대 등에 대해서도 가치를 부여했다.
1920년대 후반에는 세계 경제에 혼돈의 소용돌이가 유럽의 권위주의 정권을 지배했다. 1930년대 독일 나치 정권은 단체 지도자를 나치 강제 수용소로 보냈고, 베니토 무솔리니는 이탈리아 조합을 금지시켰다. 2차 세계 대전 동안 독일군은 네델란드를 점령해서 연맹을 파괴해서 1945년까지는 활동이 불가능 했다.
1945년 9월 세계 노동조합 연맹이 결성되어 세계 노동 연맹과 합류하기를 원했다. 10월에 브뤼셀에 의회를 소집하여 투표하였으나, 세계 노동조합 연맹의 고압적 자세 때문에 통합은 부결되었다. 국제 자유 노동조합 연맹과 제휴하는 문제도 논의되었으나, 자본주의자와 공산주의자 둘다의 탐욕을 비난할 수 있게 독립적으로 남기를 원했다. 하지만 국제 사회역사 기구에 따르면 국제 자유 노동조합 연맹 회원들이 기독교 조직과 연합하는 것에 대해 반대 했다고 한다.
1950년대 후반 국제 기독교 노동조합 연맹은 아시아와 아프리카에서 이슬람과 불교 노동자들과 자주 일하게 되면서 1959년에는 사이공에서 사회적 행동에 있어 세계 종교적 문제에 대해 통합 가능성에 대해 논의하는 세미나를 열었다.
1968년 룩셈부르크에서 열린 16차 의회에서 세계 노동 연맹으로 변경하기로 결정했다. 과거 연맹의 기독교적 이념과 단절하고 사람과 우주가 신의 피조물이라는 영적 개념과 관계없이 인류 공동체가 자유, 존엄, 정의와 인류애를 추구하는 개념을 새 헌장으로 채택했다. 
1980년대와 1990년대 들어서 세계화가 노동조합의 자격을 위협하는 일이 잦아지면서 연맹은 비슷한 노동 지도자의 전 세계 통합을 실현하기 위해 더욱 노력했다. 모리셔스에서 열린 1993년 의회에서는 전 세계 노동자 조직을 공격하는 기업에 대항하는 영구적인 대응책을 내어 놓기도 했다. 국제 노동 기구에서 협의체 자격을 얻고 세계 사회 포럼의 국제 의회에 참가했다.
2006년 10월 31일 국제 자유 노동조합 연맹과 함께 국제 노동조합 연합에 합류하면서 공식적으로 해체되었다.

## 활동 분야
- 인권과 국제 노동 규범
- 여성 노동자
- 아동 노동
- 이민 노동자
- 경제와 사회
- 비공식 경제
- 훈련
- 노동조합 운동
- 국제 연대 조직

## 같이 보기
- 노동조합연맹 목록